# María Paula Salas
María Paula Salas Zúñiga (San Ramón, Alajuela, 12 de julio de 2002) es una futbolista costarricense que juega como delantera el Fenerbahçe S. K. de la Superliga de Turquía.
Salas jugó dos partidos en la Copa de Oro Femenina de la Concacaf de 2018.

## Trayectoria

### Deportivo Saprissa
Fue parte del Deportivo Saprissa entre el 2017 y 2019, logrando obtener el título de la máxima categoría costarricense y la Copa Interclubes de la Uncaf en 2019.

### L.D Alajuelense

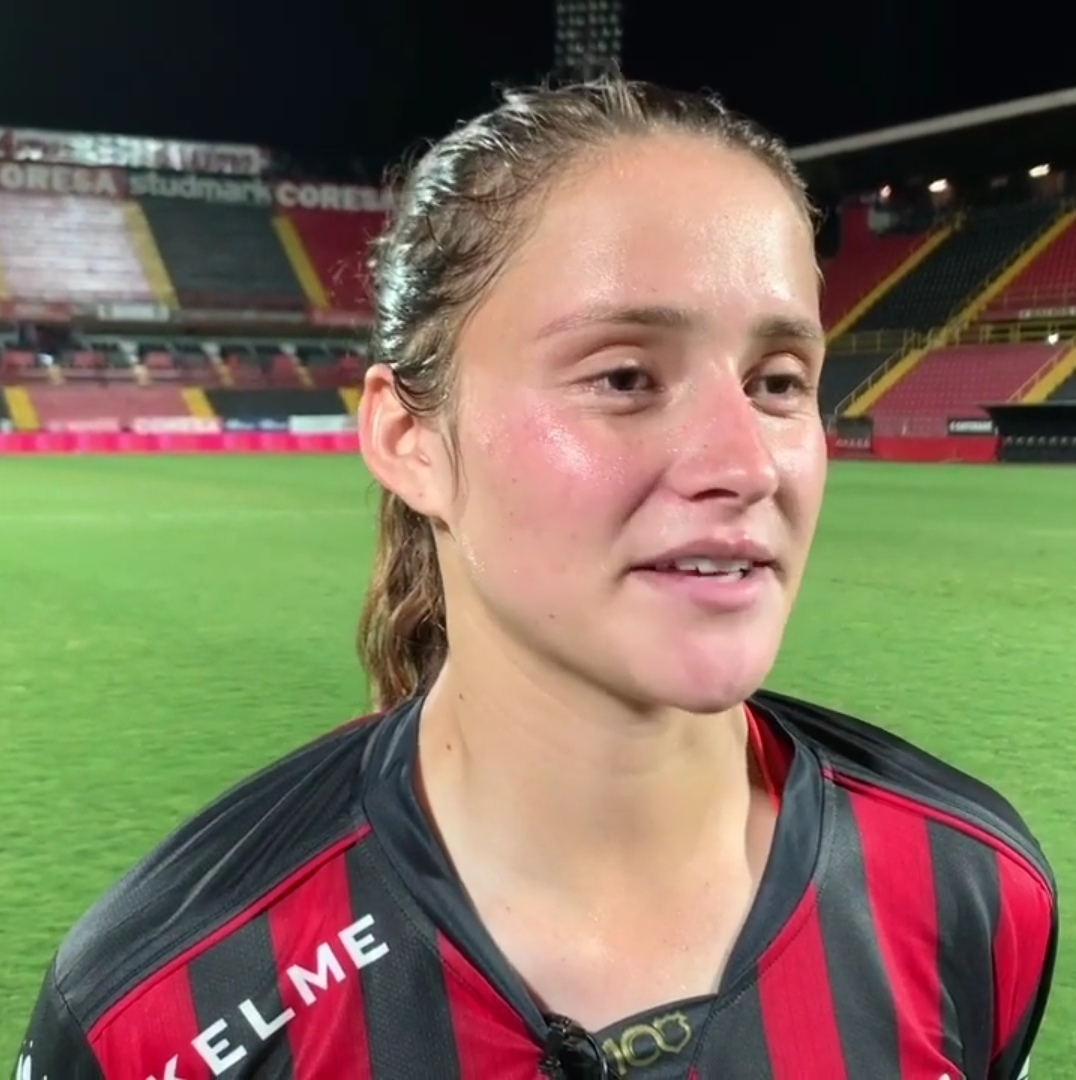
María Paula Salas con la Liga Deportiva Alajuelense en el 2020

En el año 2020, se unió a la L. D. Alajuelense, obteniendo dos títulos de la Primera División de Costa Rica y una Supercopa de Costa Rica.

### Chievo Verona
En 2022, se unió al Chievo Verona de la segunda división italiana.

### C. F. Monterrey
El 25 de agosto de 2022, fue fichada por el C. F. Monterrey de México.

## Selección nacional
El 6 de julio de 2023, fue convocada para el plantel de las 23 jugadoras para disputar la Copa Mundial 2023.

#### Participaciones en Copas del Mundo
| Mundial           | Sede                    | Resultado      | Partidos | Goles |
| ----------------- | ----------------------- | -------------- | -------- | ----- |
| Copa Mundial 2023 | Australia Nueva Zelanda | Fase de grupos | 3        | 0     |

## Clubes
| Club               | País       | Año           |
| ------------------ | ---------- | ------------- |
| Deportivo Saprissa | Costa Rica | 2017-2019     |
| L.D Alajuelense    | Costa Rica | 2020-2022     |
| Chievo Verona      | Italia     | 2022          |
| C. F. Monterrey    | México     | 2022-2023     |
| Atlas F. C.        | México     | 2023-2025     |
| Fenerbahçe S. K.   | Turquía    | 2025-presente |

## Palmarés

### Títulos nacionales
| Título                         | Equipo             | País       | Año  |
| ------------------------------ | ------------------ | ---------- | ---- |
| Primera División de Costa Rica | Deportivo Saprissa | Costa Rica | 2018 |
| Primera División de Costa Rica | L. D. Alajuelense  | Costa Rica | 2021 |
| Supercopa de Costa Rica        | L. D. Alajuelense  | Costa Rica | 2021 |
| Primera División de Costa Rica | L. D. Alajuelense  | Costa Rica | 2021 |

### Títulos internacionales
| Título                       | Equipo             | Sede      | Año  |
| ---------------------------- | ------------------ | --------- | ---- |
| Copa Interclubes de la Uncaf | Deportivo Saprissa | Nicaragua | 2019 |